# Гунар Хансен
Гунар Милтон Хансен (Рејкјавик, 4. март 1947 — Northeast Harbor, Maine, 7. новембар 2015) био је амерички глумац исландског порекла. Познат је по улози у филму Тексашки масакр моторном тестером, где је тумачио ментално оболелог канибала Leatherface. Рођен је у Рејкјавику, а умро је у Сједињеним Државама.